# 上烏曼湖

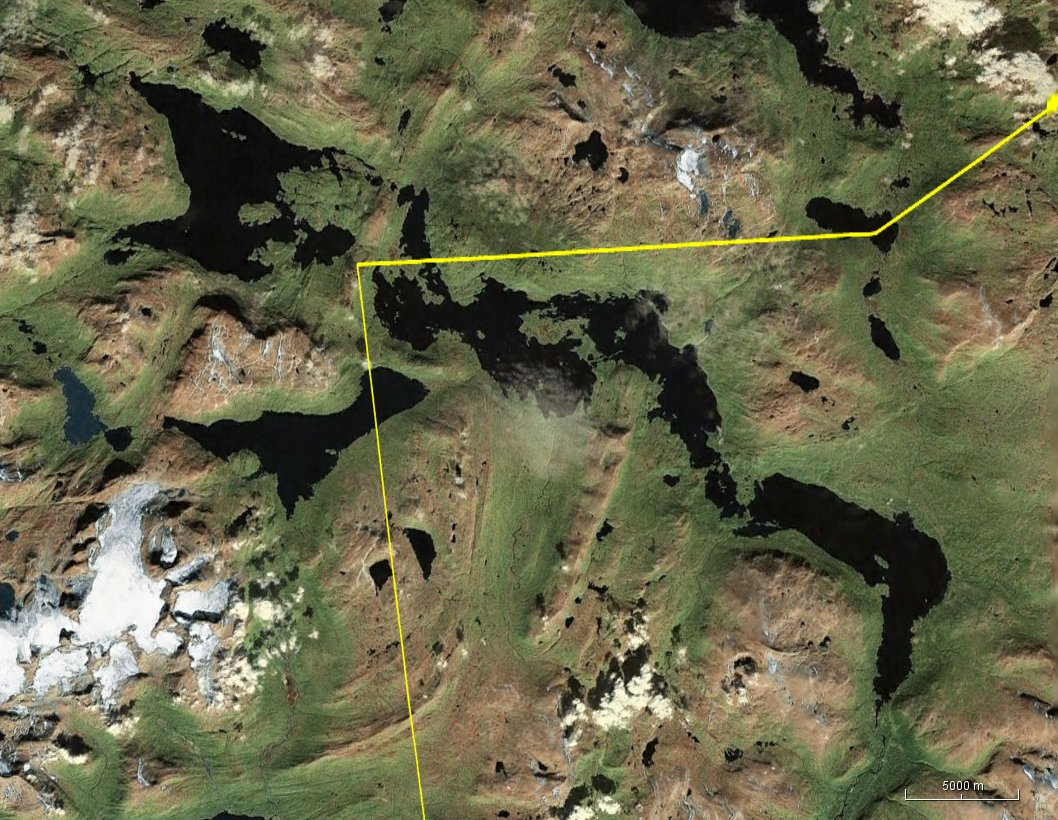
上烏曼湖位於挪威（左）與瑞典（右）交界（黃線為兩圖邊境）

上烏曼湖是北歐的湖泊，位於挪威和瑞典之間接壤的邊境，長30公里，面積52平方公里，海拔高度525米，湖岸線長度129公里，最大水深79米，蓄水量3.57億立方米。